# Герб Богуслену
Герб Богуслену (швед. Bohusläns vapen) — символ історичної провінції (ландскапу) Богуслен. 
Також використовується як елемент герба сучасного адміністративно-територіального утворення лену Вестра-Йоталанд.

## Історія
Герб Богуслену було розроблено 1660 року для представлення недавно включеної до складу Швеції нової провінції під час похорону короля Карла X Густава.

## Опис (блазон)
У срібному полі червона фортеця з бланкованою вежею та двома закритими золотими брамами, ліворуч на неї спинається синій лев із золотим озброєнням, а праворуч — синій меч у стовп вістрям вгору.

## Зміст
Основою для герба Богуслену став символ міста Кунгельв. 
Герб ландскапа може увінчуватися герцогською короною.